# Кепервеем
Кеперве́ем — село национального типа в Билибинском районе Чукотского автономного округа.
В переводе с чукот. Ӄэпэрвээм — «росомашья река» (от чук. ӄэпэр «росомаха» + -вээм/-ваам «река»).

## Географическое положение
Расположено на левом берегу реки Большой Кепервеем. Расстояние до районного центра составляет 36 км, с которым связано круглогодичной грунтовой автодорогой, до окружного центра — 625 км.

## Административное деление
В 2010 году городское поселение Билибино и сельское поселение Кепервеем объединены во вновь образованное муниципальное образование Городское поселение Билибино с административным центром в городе Билибино.

## Население
| 2002 | 2009 | 2010 | 2011 | 2012 | 2013 | 2014 |
| ---- | ---- | ---- | ---- | ---- | ---- | ---- |
| 467  | ↘438 | ↘336 | ↘335 | ↘328 | ↘311 | ↘309 |
| 2015 | 2016 | 2017 | 2018 | 2019 | 2020 | 2021 |
| ↘296 | ↘289 | ↘276 | ↘268 | ↘263 | ↘261 | ↗328 |
| 2023 |      |      |      |      |      |      |
| ↗341 |      |      |      |      |      |      |

Представителей коренных малочисленных народов Севера насчитывается 205 человек, из них большинство — чукчи и эвены. Детей в возрасте до 16 лет — 79 человек.

## История
В 1932 году кочевые стада оленеводов Чаун-Чукотки объединились в коллективное хозяйство «Вперёд» с центром в посёлке Раучуа, расположенном на одноимённой реке близ её впадения в Восточно-Сибирское море. Первым председателем Сельского Совета был избран С. П. Митив, который являлся первым комсомольцем и первым коммунистом поселения 1940-х годов.
В годы Великой Отечественной войны жители села оказывали всестороннюю помощь государству, ими было внесено в фонд обороны более 400 тыс. рублей.
В 1947 году центральная усадьба колхоза была перенесена на новое место, на берег реки Кепервеем, где село и образовалось в нынешнем виде.
Посёлок быстро рос и расширялся. Была построена школа, здравпункт, детсад, Дом культуры, где работал национальный ансамбль, занимавший 1 место в районе и одно из первых мест в области. Одна из первых улиц села была названа именем знатного оленевода, кавалера ордена Ленина Кавракая. Жилищный фонд пополнился благоустроенными 2- и 3-этажными домами.
Зимой 1963 года на новый аэродром близ села приземлился первый Ан-24. Аэропорт также получил развитие, в дальнейшем став воздушными воротами Билибинского района.

## Экономика и социальная инфраструктура
Основное занятие местных жителей — оленеводство, рыболовство, охота, сезонный сбор ягод и грибов, а также обслуживание аэродромной инфраструктуры. Здесь базируется муниципальное сельхозпредприятие «Кепервеем».
В селе есть школа-интернат, детская школа искусств, фельдшерско-акушерский пункт, почта, узел связи, дом культуры, библиотека, магазин.

## Образование
В селе действует МБОУ «Школа-интернат среднего (полного) общего образования с. Кепервеем». В 1998 году школа была реорганизована в единый комплекс детский сад-школа путём слияния средней школы и детского сада «Брусничка». Здесь живут и обучаются дети с отдалённых посёлков и стойбищ.
В школе действует изостудия «Северное сияние», студия национального танца «Нутенгрэп», выпускается газета «ШиК», создан собственный музей.
Школа является победителем Всероссийского конкурса образовательных учреждений, внедряющих инновационные образовательные программы, в 2007 году ей был предоставлен грант в размере 1 млн рублей.

## Связь
На территории поселения организовано вещание шести телеканалов (Первый, Россия-2, Культура, Спорт, НТВ, СТС), а также четырёх радиостанций.
В селе установлено 307 квартирных телефонов.
Сотовую связь предоставляют операторы Мегафон, МТС, Билайн.